# 望月芹名
芹名（せりな、1991年6月2日 - ）は、日本の女性ファッションモデルである。
東京都出身。アービング所属。以前はマンモスプロ、スリーライズ、ボン イマージュに所属していた。法政大学法学部卒業。

## 来歴

### 学生時代
中学時代から170センチくらいあって、背が高いことが死ぬほどコンプレックスを抱いており背が高くならないように矯正したり、栄養のなさそうなものを食べたりしたが止まることができず、毎日家で身長を測る度に号泣し、一時は死にたいと考えたこともあった。
法政大学1年の頃、ファッションショー出演の声がかかり、大学在学中からモデル兼レーシングレディの仕事を始める。スリーライズに所属していた際は、「岩月 セリナ」の芸名で活動していた。
2012年には、SUPER GT「ARTA GALS」エントリーしファイナリスト20人の中に入るも、長尾春佳にグランプリの座を奪われ落選。同年9月、神戸コレクション内で開催された「ワンライフモデルオーディション」に出場し審査員特別賞を受賞。この時のグランプリは同年のGREEN TEC&LEONレーシングレディを務めていた中島亜莉沙であった。『東京モーターショー』『東京オートサロン』『東京ゲームショウ』など、多数のイベントに出演。

### モデルとして
大学卒業後、東京コレクションや海外ブランドなどのショー、テレビCM、広告、MVなどに多数出演。
2016年から1年間雑誌『Domani』にモデルとして登場していたが、ファッションに対する感度の高さから、2018年6月よりDomani専属ビジュアル・エディターに就任。2019年2月・3月号で初めて表紙モデルとして掲載される。
『Domani』のモデルは、2021年2月・3月号まで務めた。

## 人物
2018年に結婚し、同年12月に第1子女児を出産した。
2023年8月末に離婚し、シングルマザーとなった。

## 出演

### 雑誌
- Domani
- GINZA
- ゼクシィ
- an・an
- プレジデントウーマン 表紙
- GQ JAPAN
- commons&sens
- MODE OPTIQUE
- woman's health
- HB( ハミングバーズ)
- ランニングスタイル
- 花椿
- SPUR
- 百日草のはなよめ
- 他 多数出演

### CM
- チョーヤ梅酒MY SWEET CHOYA「スマイル篇」
- Samsung GALAXY Note Edge
- 日産DAYZ 「比べて日産」
- au WALLET
- 花王 ビオレ メイクの上からリフレッシュシート「容疑者の汗。篇」

### 広告
- サイボウズ「Kintone」
- UNIQLO 日本/台湾
- ワコール CW-X
- ベルメゾン
- Ranan
- 代官山 鳳鳴館
- 花椿
- 三井不動産レジデンシャル
- 伊勢丹新宿店
- THE FELLOWS BY THE JACKET
- nice things
- Adam et Rope

### TV
- NHK BSプレミアム SPドラマ「NEXT WORLD」
- フジテレビ系木曜ドラマ「人は見た目が100パーセント」

### PV/MV
- ハワイ州観光局 「ご褒美 Hawaii 案」
- 丸本莉子「なごり寿司」
- sloth「嫌いじゃないけど好きでもない」

### ラジオ
- HOMEST presents「Homeyトーク ～本当にいい家教えます～」2017年4月～レギュラーパーソナリティ

### SHOW
- ドルチェ&ガッバーナ
- EMPORIO ARMANI
- Salvatore Ferragamo
- 東京コレクション
- LANVIN Collection
- 桂由美グランドコレクション
- UNIQLO INES
- BONMAX
- fabia
- Kayme
- YOSHIKIMONO
- jafic(ATSUSHI NAKASHIMA)
- Scena D'uno
- DREAM PLUS
- DANKS HAIR SHOW
- HAL MODE FESTIVEL
- ROCKPORT
- 東急東横店ShinQs(HIKARIE)×VANTAN
- Run Girl☆Night
- 東京モード学園
- 他 多数